# Serapicamptis timbali
Serapicamptis timbali är en orkidéart som först beskrevs av Karl Carl Richter, och fick sitt nu gällande namn av H.Kretzschmar, Eccarius och Helga Dietrich. Serapicamptis timbali ingår i släktet Serapicamptis och familjen orkidéer. Inga underarter finns listade i Catalogue of Life.